# Morteza Nazemi
Morteza Nazemi (persisch مرتضی ناظمی; * 24. Dezember 1988) ist ein iranischer Leichtathlet, der sich auf das Kugelstoßen spezialisiert hat.

## Sportliche Laufbahn
Erste internationale Erfahrungen sammelte Morteza Nazemi im Jahr 2022, als er bei den Islamic Solidarity Games in Konya mit einer Weite von 18,98 m den vierten Platz im Kugelstoßen belegte. 
2014 wurde Nazemi iranischer Hallenmeister im Kugelstoßen.

## Persönliche Bestleistungen
- Kugelstoßen: 19,85 m, 28. Juni 2021 in Schahr-e Kord
  - Kugelstoßen (Halle): 19,47 m, 28. Februar 2021 in Teheran